# You've Changed
„You've Changed” este primul disc single lansat de pe primul album al Siei Furler din 2010 We Are Born. „You've Changed” a fost compus în mod original și lansat de către DJ-ul/producătorul Lauren Flax, care a fost reînregistrat albumul din 2010 al Siei, We Are Born. Discul single a fost anunțat prin intermediul unei actualizări care Sia a postat-o pe Twitter. Piesa a fost dată mai departe gratis și a fost lansată pe data de 28 decembrie 2009. Pe 31 ianuarie 2010 cântecul s-a poziționat la numărul 31 pe Australian ARIA Singles Chart, devenind cel mai mare disc single clasat pe acel clasament pâna când discul single din 2014 „Chandelier” a fost lansat.

## Clasamente
| Țară (clasament)               | Poziția maximă | Referință |
| ------------------------------ | -------------- | --------- |
| Australia (ARIA Singles Chart) | 31             | [ 3 ]     |
| Țările de Jos (Single Top 100) | 95             | [ 3 ]     |

## Datele lansărilor
| Țară          | Dată               | Format              | Casă de discuri | Ref.  |
| ------------- | ------------------ | ------------------- | --------------- | ----- |
| Australia     | 28 decembrie 2009  | Descărcare digitală | Monkey Puzzle   | [ 4 ] |
| Noua Zeelandă | 28 decembrie 2009  | Descărcare digitală | Monkey Puzzle   | [ 5 ] |
| Belgia        | 24 septembrie 2010 | Descărcare digitală | RCA             | [ 6 ] |
| Finlanda      | 24 septembrie 2010 | Descărcare digitală | RCA             | [ 7 ] |